# Planzolles
Planzolles település Franciaországban, Ardèche megyében. Lakosainak száma 162 fő (2022. január 1.). Planzolles Faugères, Lablachère, Payzac és Saint-André-Lachamp községekkel határos.

## Népesség
A település népességének változása:
| Lakosok száma | 85   | 74   | 96   | 131  | 133  | 130  | 135  | 153  | 158  | 162  |
|               | 1968 | 1982 | 1990 | 2006 | 2013 | 2015 | 2017 | 2019 | 2020 | 2022 |